# Руденко, Николай Данилович
Николай Данилович Руде́нко (19 декабря 1920 — 1 апреля 2004) — украинский писатель, поэт и редактор, правозащитник, руководитель и один из основателей Украинской Хельсинкской группы. Герой Украины (2000).

## Биография
Родился 19 декабря 1920 года в посёлке Юрьевка (ныне пгт, Лутугинский район, Луганская область, Украина) в семье шахтёра. Член КПСС (1938 — 1974).
Получил среднее образование. В 1939 году учился на филологическом факультете Киевского университета, в 1937 году был призван в армию. Служил в кавалерийском полку НКВД дивизии имени Ф. Дзержинского.
В 1941—1945 годах — участник Великой Отечественной войны, политрук роты, участник обороны Ленинграда, был тяжело ранен, инвалид II группы, на протяжении года лечился в госпитале. Закончил войну в Пруссии в звании капитана, демобилизован в 1946 году.
- С 1947 года — член СПУ, редактор поэзии в издательстве «Советский писатель».
- В 1948—1950 годах — главный редактор журнала «Дніпро»; секретарь парторганизации Союза писателей Украины, член Киевского горкома КПУ.
- В 1950—1975 годах — на творческой работе.
- В 1963 году написал письмо в Политбюро ЦК КПУ с критикой марксистской теории.
- В 1974 году был исключён из КПСС за антимарксистскую деятельность.
- В 1975 году — член Совета группы Международной Амнистии. В этом же году исключён из Союза писателей и задержан прокуратурой Киева за участие в Международной Амнистии.
- 5 февраля 1977 года арестован за создание и деятельность Украинской хельсинкской группы, в июле 1977 — осуждён по ч. 1 ст. 62 УК УССР («антисоветская агитация и пропаганда») на 7 лет лагерей строго режима и 3 года ссылки.
- В декабре 1987 года был освобождён и находился в политической эмиграции в ФРГ (Мюнхен), с января 1988 года — в США (Нью-Йорк).
- В 1988 году был лишён советского гражданства. В 1988−1990 годах работал на радио «Свобода» и «Голос Америки», сотрудничал в газете «Свобода» (США), председатель заграничного представительства УГС.
- В сентябре 1990 года вернулся в СССР в Киев. В этом же году восстановлен в советском гражданстве.
- В апреле 1991 года был реабилитирован.

Умер 1 апреля 2004 года. Похоронен в Киеве на Байковом кладбище.

### Семья
- отец — Данила Захарович (ум. 1927).
- мать — Докия Яковлевна (ум. 1953).
- дети — сын Юрий (р. 1945), дочь Алёна (р. 1968).
- жена — Шаповалова Евгения Васильевна (род. 1921).
- дети — сын Олег (род. 1950), сын Валерий (род. 1957).
- жена — Раиса Афанасьевна (род. 1939).

## Награды и отличия
- орден Красной Звезды (9.10.1944; был представлен к ордену Отечественной войны I степени)
- орден Отечественной войны I степени (23.12.1985)
- шесть медалей
- Герой Украины (с вручением ордена Державы, 19.12.2000 — за активное и последовательное отстаивание идеи построения независимого Украинского государства, многолетнюю плодотворную правозащитную и литературную деятельность).
- орден «За заслуги» ІІІ степени (29.11.1996)[2].
- Государственная премия Украины имени Тараса Шевченко (1993) —  за роман «Орлова балка», сборник «Стихи»
- премия имени В. Винниченко.

## Память

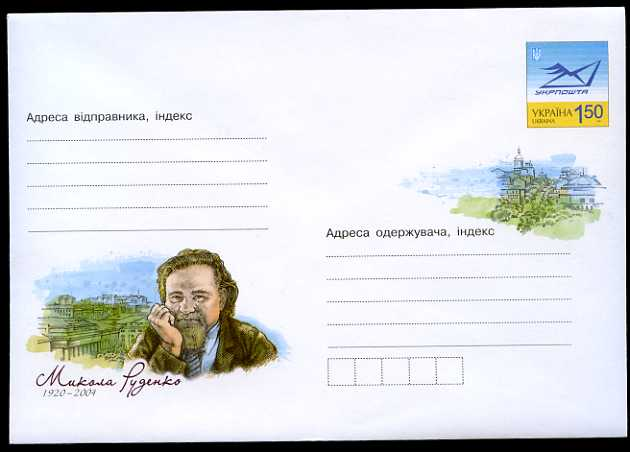
Почтовый конверт к 90-й годовщине со дня рождения Руденко.
Почта Украины, 2010 год

- В его родной школе в Юрьевке (ныне Белянская школа-гимназия) в 2011 году открыли литературно-краеведческий музей им. Руденко.
- К 90-й годовщине со дня рождения Николая Руденко почта Украины в 2010 году выпустила в обращение почтовый конверт[3].